# Філострат Молодший
Філострат Молодший — давньогрецький письменник та мистецтвознавець Римської імперії середини III ст. н. е.

## Життєпис
За різними відомостями Філострат Молодший народився або у Римі, або в Афінах. Був онуком Філострата Старшого. Про життя його немає практично ніяких відомостей. Основною метою своєї діяльності Філострат Молодший поклав продовжити працю свого діда «Картини». Ця праця складалася з опису 17 картин. Над нею він працював з 250 до 300 року. Його стиль страждає манірністю.